# Sikinos (gmina)
Sikinos (gr. Δήμος Σικίνου, Dimos Sikinu) – gmina w Grecji, w administracji zdecentralizowanej Wyspy Egejskie, w regionie Wyspy Egejskie Południowe, w jednostce regionalnej Thira. W jej skład wchodzi między innymi wyspa Sikinos. Siedzibą gminy jest Sikinos. W 2011 roku liczyła 273 mieszkańców.